# Чауш
Чауш (тур. Çavuş) — столовый сорт винограда, распространённый по всему побережью Чёрного и Средиземного морей, а также в Передней Азии. Он издавна разводится к Крыму, откуда, по свидетельству Льва Симиренко, ежегодно вывозилось внутрь Российской империи в количестве до 5000 пуд (XIX век). Бывший директор Никитского училища виноделия и садоводства Александр Иванович Базаров, поместивший иллюстрированное описание чауша в журнале «Вестник Виноделия» (1892, № 11), утверждает, что виноград этот поспевает довольно рано и его можно назвать почти тонкокожим. Александр Пьер Одар считал чауш разновидностью Bicane (Panse jaune). Куст чауша сильно растущий, побеги толстые, листья очень большие, гроздь большая, а ягода белая, довольно большая, яйцевидная.
В афинском ботаническом саду имеются четыре разновидности чауша:
1. белый с большими продолговатыми ягодами
2. белый с большими круглыми ягодами
3. белый с мелкими ягодами (Tsaousi micron)
4. красный с продолговатыми ягодами (Tsaousi kokkinon).